# Ana Cumpănaș
Ana Cumpănaș sau Anna Sage, poreclită Tușa Ana sau Femeia în roșu (n. 1889, Comloșu Mare, România – d. 25 aprilie 1947, Timișoara, România), a fost o patroană de bordel. Este cunoscută pentru faptul că a ajutat FBI-ul să-l prindă pe gangsterul John Dillinger.

## Biografie
Cumpănaș s-a născut la Comloșu Mare, un sat din Banat (pe atunci parte a Austro-Ungariei, actualmente în județul Timiș, România). S-a măritat cu Michael Chiolak în 1909,  emigrând în SUA fie în același an, fie în 1914, fie în 1919, stabilindu-se la East Chicago, Indiana. Au avut un fiu, Steve Chiolak (1910-1982), dar căsătoria s-a terminat prin divorț, iar pe la sfârșitul deceniului, Cumpănaș lucra ca prostituată, ulterior devenind patroană de casă de toleranță. Primul ei bordel a fost la East Chicago, iar în 1923 a mai deschis unul la Gary. Cumpănaș s-a măritat apoi cu avocatul de origine română Alexandru Suciu, soții folosind Sage ca nume de familie. În 1923 sau 1924, Cumpănaș-Sage a călătorit în România, unde și-a vizitat mama, întorcându-se în SUA la bordul vasului RMS Majestic.
Relațiile dintre Alexandru și Steve n-au fost tocmai amicale, ceea ce se pare că ar fi fost unul din motivele divorțului, Cumpănaș părăsindu-și soțul în 1932. După un an a deschis un bordel pe strada Halsted din Chicago. În 1934 Cumpănaș a fost amenințată cu deportarea în Romania, după ce autoritățile au considerat-o a fi „o cetățeană străină cu un caracter moral scăzut”. La 4 iulie 1934 John Dillinger a început prietenia cu Cumpănaș și cu cercul ei de prieteni. Se zice că Cumpănaș ar fi fost prietenă cu Polly Hamilton, iubita lui Dillinger. După ce a aflat identitatea reală a lui Dillinger, Cumpănaș s-a gândit să-l trădeze autorităților pentru a obține dreptul de ședere permanentă în SUA. Deoarece se zvonise că Dillinger ar fi omorât doi polițiști din Chicago la data de 24 mai al aceluiași an, o sumă importantă fusese și ea promisă ca recompensă pentru capturarea lui. La data de 22 iulie, după ce a luat legătura cu FBI-ul prin intermediul poliției din Chicago, Cumpănaș i l-a arătat agentului FBI Melvin Purvis pe Dillinger, ceea ce a rezultat în împușcarea lui Dillinger în fața unui cinematograf din Chicago. În ciuda poreclei și a faptului că promisese să se îmbrace în roșu ca semn distinctiv, se zice că Cumpănaș ar fi purtat de fapt haine portocalii în acea seară.
FBI-ul a mutat-o pe Cumpănaș mai întâi la Detroit și apoi în California. I s-au dat 5.000 de dolari ca recompensă, numai jumătate din suma care se pare că îi fusese promisă. În 1935 le-a povestit reporterilor despre înțelegerea avută cu FBI-ul cum că va putea rămâne în SUA dacă îi ajută să-l prindă pe Dillinger, dar procedura de expulzare deja începuse. Se zice că FBI-ul i-ar fi spus că ei nu mai pot opri expulzarea, datorită proastei comunicații între diferitele ramuri administrative ale guvernului federal american. Cumpănaș a făcut apel la decizia de expulzare, ședința tribunalului de apel având loc la data de 16 octombrie 1935. În ianuarie 1936 tribunalul de apel a acceptat decizia primului tribunal, Cumpănaș fiind expulzată la Timișoara, România, în același an. Nedorind să atragă atenția asupra sa, a locuit acolo până la moartea sa în 1947, moarte care s-a datorat unei boli de ficat.

## Moștenire
Renumită ca „Femeia în roșu”, Cumpănaș a devenit un fel de celebritate în SUA după moartea lui Dillinger. Povestea ei a fost integrată într-o serie de mituri legate de Dillinger, delectând publicul în timpul Marii crize economice: conform acestei interpretări populare, gangsterul fusese trădat de propria-i slăbiciunea pentru femei (o idee vehiculată mai întâi de către ziarele care i-au descris rolul în evenimentele din 1934). În noaptea când a murit Dillinger, un necunoscut a scris cu cretă pe asfaltul trotuarului de lângă cinematograful unde fusese împușcat Dillinger următorul epitaf:
Filme americane de cinema și televiziune despre Dillinger fac și ele referire la Ana Cumpănaș. A fost jucată de mai multe actrițe, dar nu întotdeauna ca personajul Anna Sage: Ann Morriss (ca Mildred Jaunce) în Gang Busters și Guns Don't Argue; Jean Willes în The FBI Story; Cloris Leachman în filmul Dillinger din 1973; Bernadette Peters (ca Nellie) în Love, American Style; Louise Fletcher în The Lady in Red; Debi Monahan în Dillinger and Capone; Branka Katić în Public Enemies.
În Romania a existat un oarecare interes pentru viața Anei Cumpănaș după ce apărut filmul Femeia în roșu (1997), regizat de Mircea Veroiu. Filmul se bazează pe o carte din 1990 scrisă de Adriana Babeți, Mircea Mihăieș și Mircea Nedelciu — se pare că la sugestia lui William Totok. Cartea, despre viața ei după reîntoarcerea în România, nu este un roman documentar. Narațiunea transcende limitele dintre genurile literare, amestecând relatarea cu elemente metaficționale ale unor evenimente fără legătură cu Cumpănaș (de exemplu despre scriitorul Elias Canetti, psihoanalistul Sigmund Freud). Un bestseller, cartea se zice că ar fi făcut-o pe Cumpănaș cunoscută în România, făcând-o, conform criticului Cornel Ungureanu, „o adevărată mătușă a postmodernismului autohton.”
Cazul Anei Cumpănaș a fost discutat de către Jay Robert Nash în cartea sa Dillinger: Dead or Alive?, ca parte a unei teorii care spune că, nereușind să-l prindă pe adevăratul John Dillinger, FBI-ul ar fi pus în scenă asasinarea lui, folosindu-se de o persoană inocentă. Nash, a cărui versiune a evenimentelor istoricul Jonathan Goodman o consideră a fi „ciudată”, continuă prin a susține că expulzarea Anei Cumpănaș ar fi fost parte a unei disimulări.